# 4076 Dörffel
A 4076 Dörffel (ideiglenes jelöléssel 1982 UF4) a Naprendszer kisbolygóövében található aszteroida. Freimut Börngen fedezte fel 1982. október 19-én.